# 1813
1813 (MDCCCXIII) byl rok, který dle gregoriánského kalendáře započal pátkem.

## Události

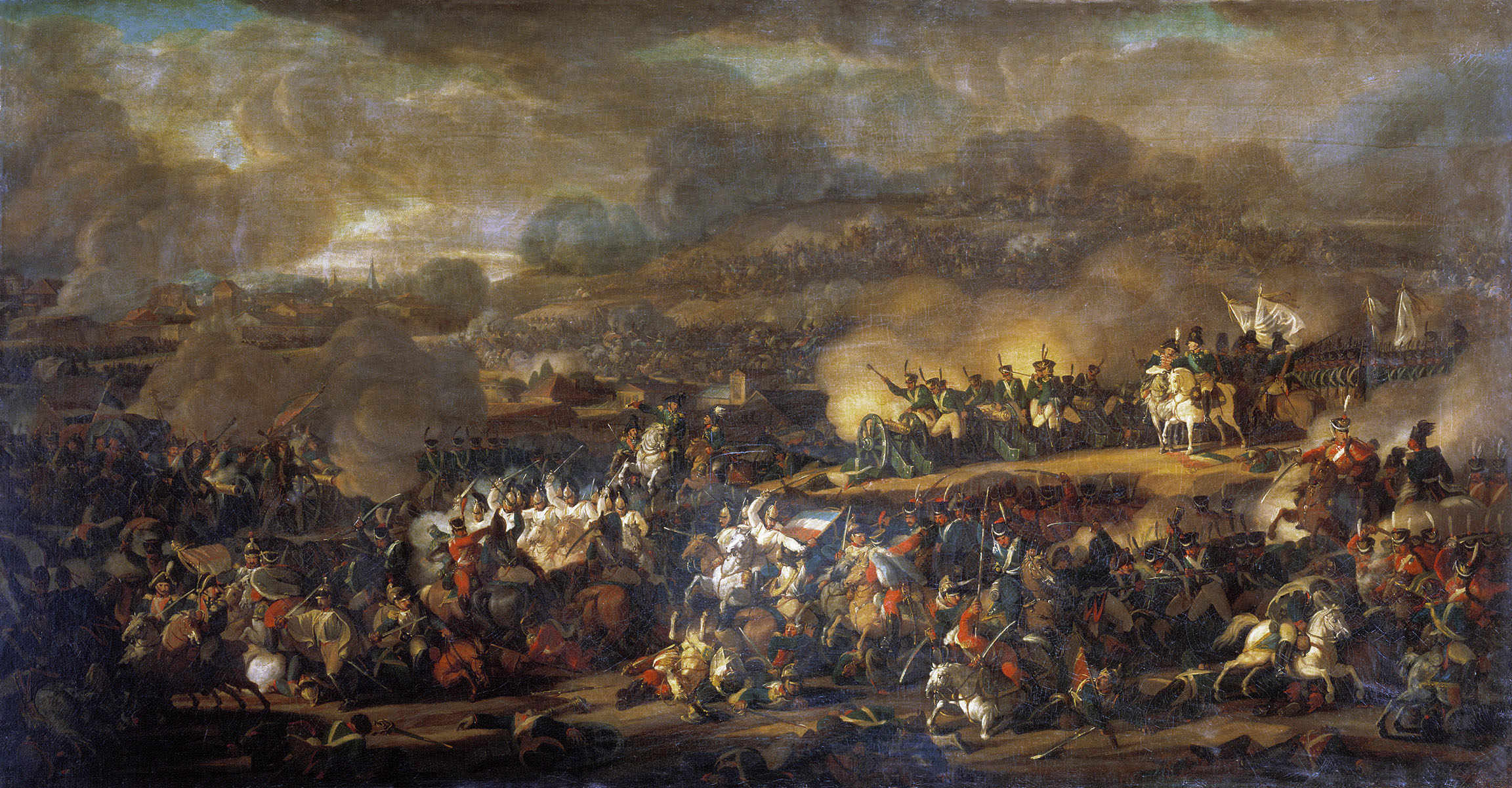
Bitva u Lipska

- 22. března – Švýcarský cestovatel Johann Ludwig Burckhardt jako první Evropan spatřil egyptské skalních chrámy v Abú Simbel.
- 21. června – Britská armáda porazila francouzskou v bitvě u Vitorie, rozhodující bitvě španělské války za nezávislost.
- 24. června – Armáda Spojeného království porazila americkou v bitvě u Beaver Dams.
- 23. července – Britové přeměnili Maltský protektorát na britskou korunní kolonii.
- 23. srpna – Pruská a švédská armáda porazily francouzskou v bitvě u Grossbeeren.
- 26. srpna – Ruská a pruská armáda zvítězila nad francouzskou v bitvě na Kačavě.
- 26.–27. srpna – Francouzská armády porazila spojené armády Rakouska, Pruska a Ruska v bitvě u Drážďan.
- 29.–30. srpna – V bitvě u Chlumce porazily armády Rakouska, Pruska a Ruska francouzskou armádu.
- 5. října – Americká armáda porazila armádu Spojeného království v bitvě na řece Thames. Byl při ní zabit indiánský náčelník Tecumseh.
- 16.–19. října – V bitvě národů u Lipska porazily spojené armády Rakouska, Pruska, Ruska a Švédska francouzskou armádu. Napoleon Bonaparte kapituloval a odešel do vyhnanství na ostrov Elba.
- 24. října – Gulistánskou dohodou byla ukončena rusko-perská válka. Persie postoupila Rusku území Dagestánu, dnešního Ázerbájdžánu a východní Gruzie.

### Probíhající události
- 1803–1815 – Napoleonské války
- 1804–1813 – Rusko-perská válka
- 1804–1813 – První srbské povstání
- 1806–1814 – Kontinentální blokáda
- 1808–1814 – Španělská válka za nezávislost
- 1810–1821 – Mexická válka za nezávislost
- 1812–1815 – Britsko-americká válka

## Vědy a umění
- 28. ledna – Anglická spisovatelka Jane Austenová vydala román Pýcha a předsudek.
- 6. února – V Benátkách proběhla světová premiéra Rossiniho opery Tancredi.
- 6. dubna – V Paříži proběhla světová premiéra Cherubiniho opery Abenceragové.
- Anglický chemik Humphry Davy vydal první učebnici zemědělské chemie.

## Narození

### Česko

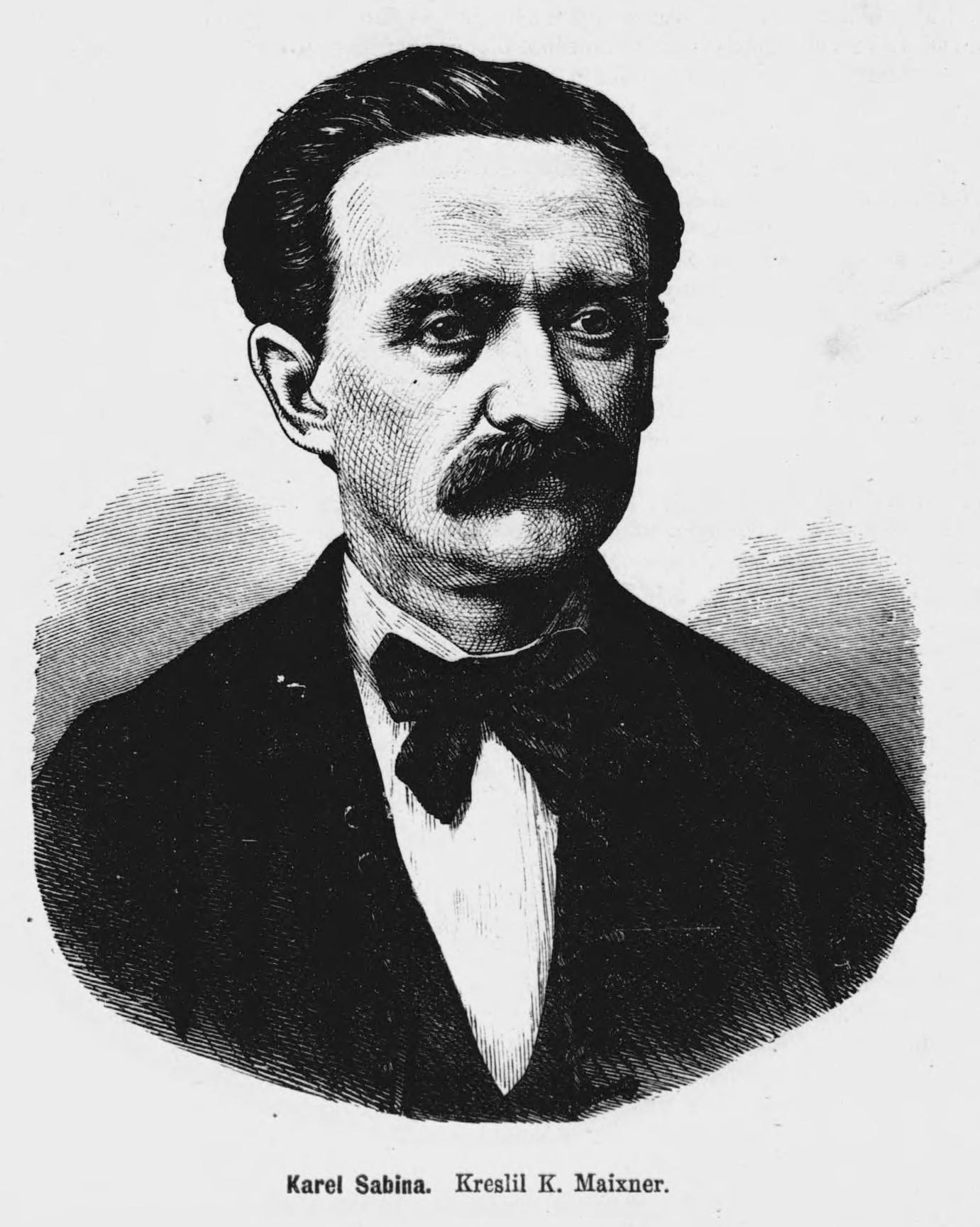
Karel Sabina (* 29. prosince)

- 4. ledna – Josef Václav Esop, lékař a politik († 14. května 1880)
- 14. ledna – Boleslav Jablonský, obrozenecký básník, katolický kněz a národní buditel († 27. února 1881)
- 30. ledna – Anton Rösler, stavební podnikatel a politik německé národnosti († 7. srpna 1880)
- 17. února – Josef Schrott, vysokoškolský pedagog a politik německé národnosti († 22. prosince 1888)
- 11. března – Josef Dionys Halbmayr, politik německé národnosti († 2. října 1879)
- 11. května – Ferdinand Stamm, spisovatel, novinář a politik německé národnosti († 30. července 1880)
- 18. května – Vincenc Josef Rott, pražský obchodník († 25. prosince 1890)
- 2. července – Štěpán Bačkora, pedagog († 17. prosince 1887)
- 14. července – Čeněk Paclt, cestovatel († červen 1887)
- 21. července – Jakub Bursa, jihočeský lidový umělec, zedník a stavitel († 19. srpna 1884)
- 4. srpna
  - Terezie Masaryková, matka prezidenta Tomáše Garrigue Masaryka († 22. dubna 1887)
  - Dominik Herzán, stavitel a tesařský mistr († 16. května 1880)
- 22. srpna – Josef Bojislav Pichl, lékař a spisovatel († 11. března 1888)
- 1. září – Tomáš Šobr, politik, starosta Písku († 7. března 1873)
- 23. září – Wenzel Seifert, politik německé národnosti († 11. prosince 1889)
- 8. října – Bedřich z Fürstenberka, arcibiskup olomoucký a kardinál († 20. srpna 1892)
- 16. října – František Xaver Škorpík, kněz a vlastenec († 12. leden 1890)
- 17. listopadu – Karl Wolfrum, průmyslník a politik († 30. května 1888)
- 1. prosince – Jan Evangelista Kypta, kantor a hudební skladatel († 5. dubna 1868)
- 29. prosince – Karel Sabina, spisovatel a novinář († 9. listopadu 1877)
- 31. prosince – Josef Huleš, pražský purkmistr († 11. února 1887)
- ? – Ferdinand Voith, český poslanec Českého zemského sněmu a šlechtic († 10. února 1882)

### Svět
- 4. ledna

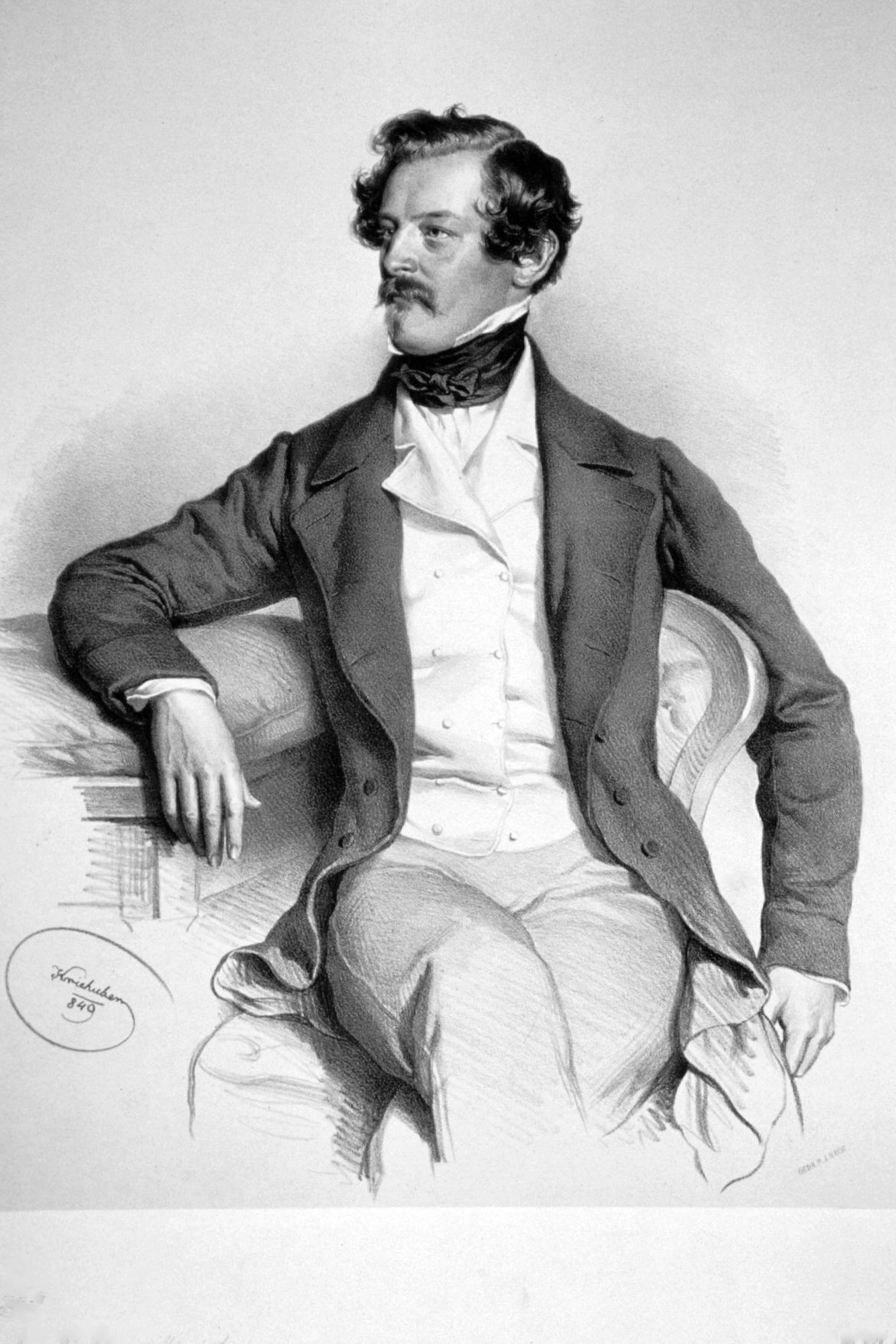
Alexander Bach (* 4. ledna)

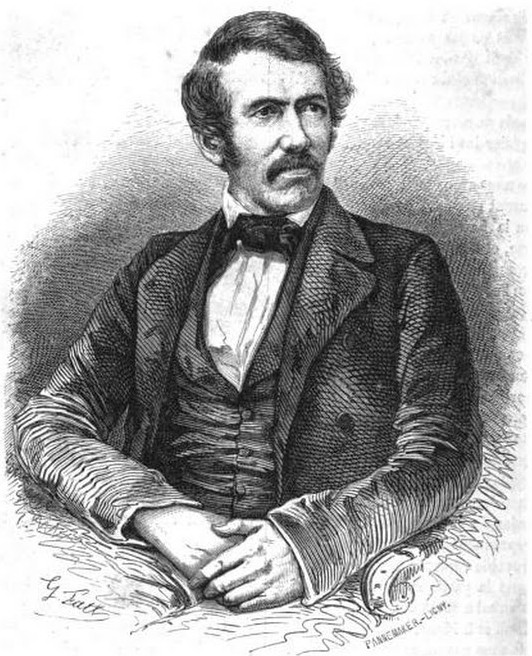
David Livingstone (* 19. března)

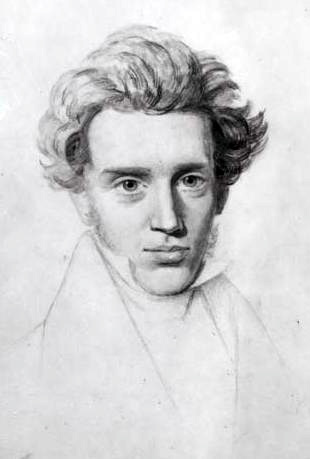
Søren Kierkegaard (* 5. května)

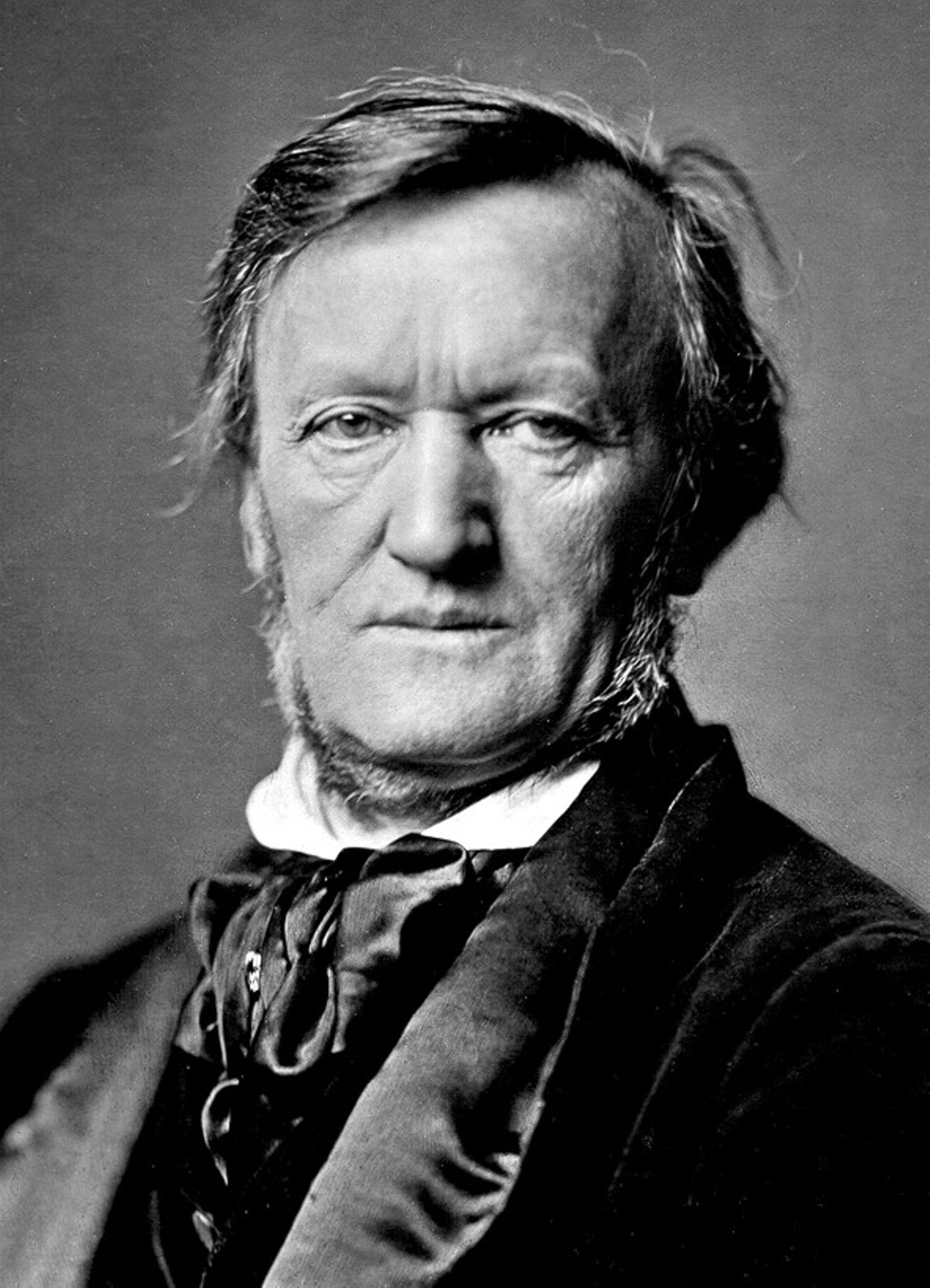
Richard Wagner (* 22. května)

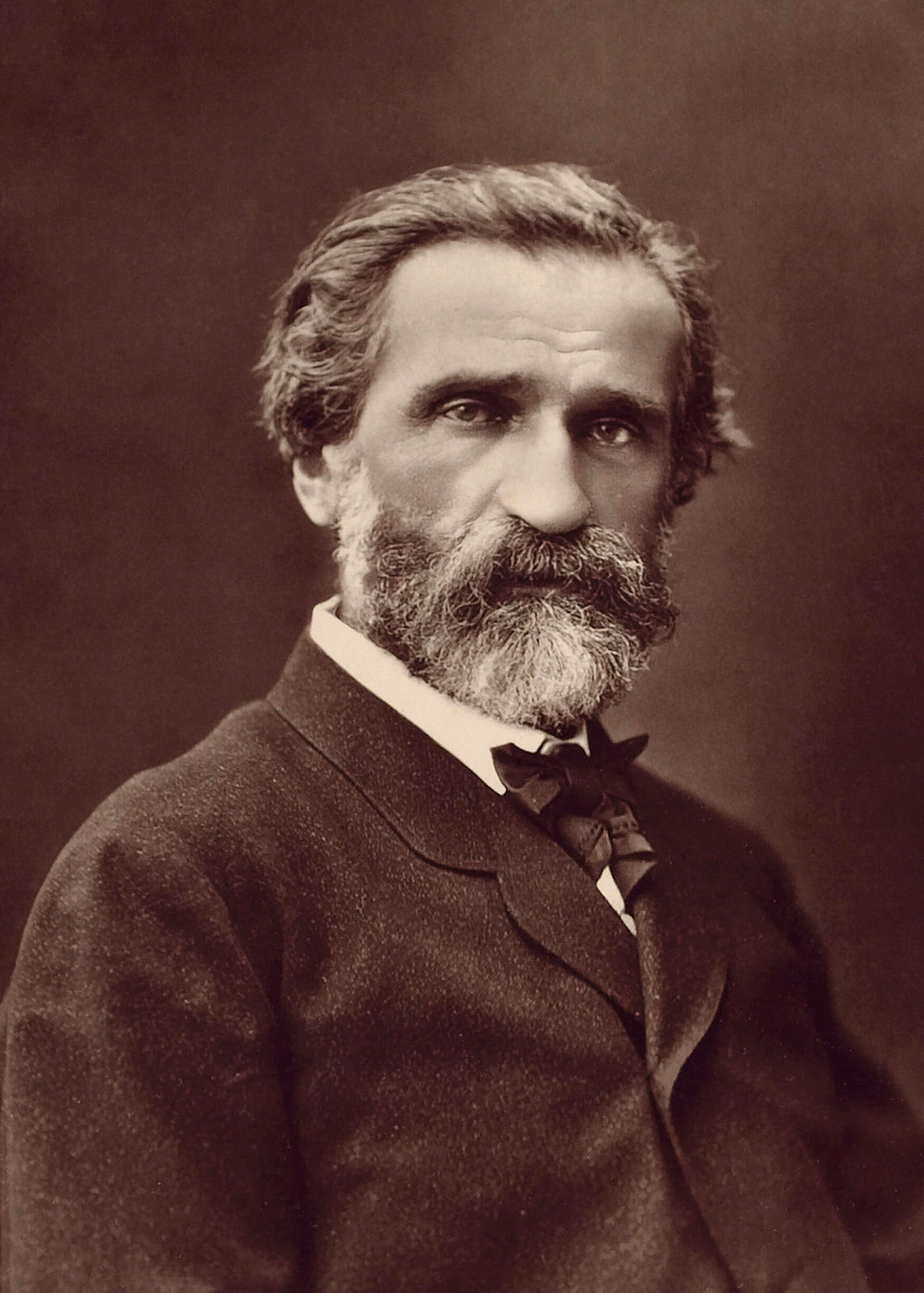
Giuseppe Verdi (* 10. října)

  - Louis Lucien Bonaparte, francouzský jazykovědec († 3. listopadu 1891)
  - Alexander Bach, rakouský konzervativní politik († 12. listopadu 1893)
- 13. ledna – Ljudevit Vukotinović, chorvatský spisovatel a politik († 17. března 1893)
- 14. ledna – Antun Nemčić, chorvatský spisovatel († 5. září 1849)
- 16. ledna – Georges Darboy, arcibiskup pařížský († 24. května 1871)
- 18. ledna – Joseph Glidden, vynálezce ostnatého drátu († 9. října 1906)
- 19. ledna – Henry Bessemer, anglický vynálezce († 15. března 1898)
- 8. února – Samo Tomášik, slovenský spisovatel a básník († 10. září 1887)
- 12. února – James Dwight Dana, americký geolog, mineralog, vulkanolog a zoolog († 14. dubna 1895)
- 14. února – Alexandr Sergejevič Dargomyžskij, ruský hudební skladatel († 17. ledna 1869)
- 15. února – Persida Nenadović, srbská kněžna († 29. března 1873)
- 16. února – Semen Hulak-Artemovskyj, ukrajinský zpěvák, hudební skladatel a herec († 17. dubna 1873)
- 11. března – James Anderson, anglický fotograf († 27. února 1877)
- 15. března – John Snow, anglický lékař, průkopník anestezie a epidemiologie († 16. června 1858)
- 18. března – Christian Friedrich Hebbel, německý básník a dramatik († 13. prosince 1863)
- 19. března – David Livingstone, skotský misionář, lékař a cestovatel († 1. května 1873)
- 1. dubna – Carl Rammelsberg, německý chemik a mineralog († 28. prosince 1899)
- 11. dubna – Karl Friedrich Jänisch, ruský šachový mistr († 7. března 1872)
- 22. dubna – Jørgen Engebretsen Moe, norský foklorista, biskup a básník († 27. března 1882)
- 27. dubna – James Frederick Bryan Wood, arcibiskup filadelfský († 20. června 1883)
- 30. dubna – Wilhelm Abeken, německý archeolog († 29. ledna 1843)
- 5. května – Søren Kierkegaard, dánský filosof, teolog a psycholog († 11. listopadu 1855)
- 15. května – Stephen Heller, maďarsko-francouzský klavírista, skladatel a pedagog († 14. ledna 1888)
- 22. května – Richard Wagner, německý skladatel († 13. února 1883)
- 3. června – Alexander von Koller, rakousko-uherský generál a politik († 29. května 1890)
- 5. června – Édouard Baldus, francouzský fotograf († 22. prosince 1889)
- 12. července – Claude Bernard, francouzský lékař, průkopník experimentální medicíny a fyziologie († 10. února 1878)
- 13. července – Theophil von Hansen, dánsko-rakouský architekt († 17. února 1891)
- 17. července – Charles Marville, francouzský fotograf († 1. června 1879)
- 1. srpna – Évariste Régis Huc, francouzský misionář († 26. března 1860)
- 5. srpna – Ivar Aasen, norský jazykovědec a básník († 23. září 1896)
- 8. srpna – Františka Kinská z Vchynic a Tetova, lichtenštejnská kněžna († 5. února 1881)
- 11. srpna – Kamehameha III., havajský král († 15. prosince 1854)
- 21. srpna – Josef Groll, bavorský sládek, tvůrce piva plzeňského typu († 22. října 1887)
- 23. srpna – Ján Šimor, ostřihomský arcibiskup, uherský primas a kardinál († 23. ledna 1891)
- 13. září – Auguste Maquet, francouzský prozaik a dramatik († 8. ledna 1868)
- 17. září – John Jabez Edwin Mayall, anglický portrétní fotograf († 6. března 1901)
- 20. září – William Otis, americký vynálezce parního rypadla († 13. listopadu 1839)
- 4. října – Antonio García Gutiérrez, španělský romantický dramatik a básník († 26. srpna 1884)
- 10. října – Giuseppe Verdi, italský skladatel, († 27. ledna 1901)
- 13. října – Imrich Henszlmann, uherský architekt († 5. prosince 1888)
- 17. října – Georg Büchner, německý dramatik († 19. února 1837)
- 21. října – Josefína Bádenská, bádenská princezna, kněžna von Hohenzollern-Sigmaringen († 19. června 1900)
- 23. října – Ludwig Leichhardt, pruský cestovatel a přírodovědec († asi 1848)
- 13. listopadu – Petr II. Petrović-Njegoš, pravoslavný metropolita a vladyka Černé Hory († 31. října 1851)
- 20. listopadu – Franc Miklošič, slovinský lingvista a filolog († 7. března 1891)
- 30. listopadu – Charles Valentin Alkan, francouzský klavírista a skladatel († 29. března 1888)
- 2. prosince – Matthias Alexander Castrén, finský filolog a etnolog († 7. května 1852)
- 6. prosince
  - August Sicard von Sicardsburg, rakouský architekt († 11. června 1868)
  - Nikolaj Ogarev, ruský socialista, publicista a básník († 12. června 1877)
- 8. prosince – Adolph Kolping, německý katolický kněz a sociální reformátor († 4. prosince 1865)
- ? – Frederick Scott Archer, britský fotograf († 1. května 1857)
- ? – Alexandre Bida, francouzský malíř a rytec († 1895)
- ? – Auguste Charpentier, francouzský malíř († 1880)
- ? – Oscar Gustave Rejlander, švédský fotograf († 18. ledna 1875)
- ? – James Robertson, britský fotograf, rytec klenotů a mincí († 18. dubna 1888)
- ? – Damat Mehmed Ali Paša, osmanský velkovezír († 1868)

## Úmrtí

### Česko
- 28. ledna – Jan Josef Rösler, hudební skladatel, dirigent a klavírista (* 22. srpna 1771)
- 20. srpna – Jan Křtitel Vaňhal, hudební skladatel (* 12. května 1739)
- 28. října – Franz Konrad Bartl, matematik a fyzik (* 14. června 1750)
- ? – František Majer, mistr kameník (* 1754)

### Svět

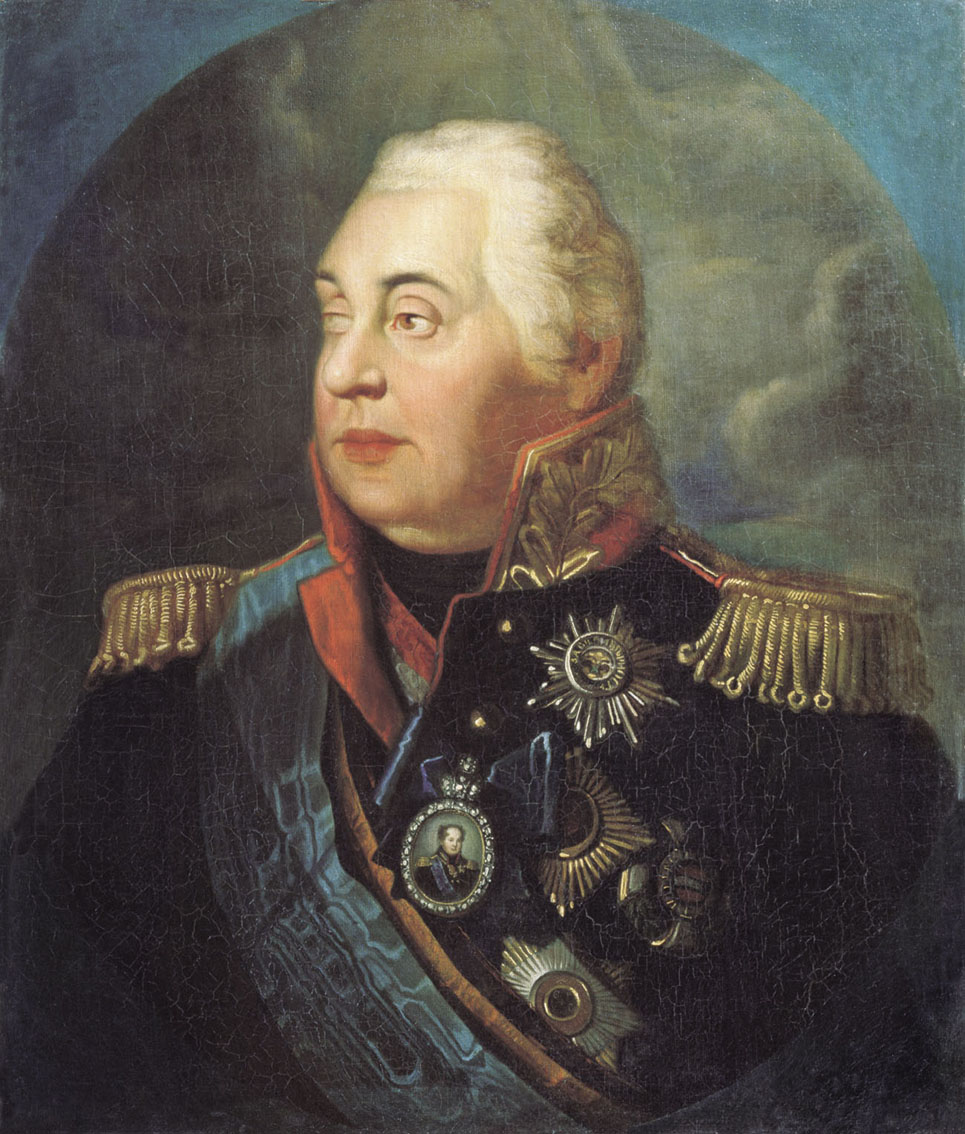
Michail Illarionovič Kutuzov († 28. dubna)

- 5. ledna – Alexander Fraser Tytler, britský právník, spisovatel a historik (* 15. října 1747)
- 6. ledna – Louis Baraguey d'Hilliers, francouzský generál (* 13. srpna 1764)
- 15. ledna – Anton Bernolák, slovenský filolog, který kodifikoval normy spisovného slovenského jazyka (* 3. října 1762)
- 20. ledna – Christoph Martin Wieland, německý spisovatel, překladatel a vydavatel (* 5. září 1733)
- 23. března – Augusta Frederika Hannoverská, vnučka britského krále Jiřího II. (* 31. července 1737)
- 5. dubna – Karlota Parmská, parmská princezna (* 7. září 1777)
- 10. dubna – Joseph-Louis Lagrange, italsko-francouzský matematik a astronom (* 25. ledna 1736)
- 28. dubna – Michail Illarionovič Kutuzov, ruský vojevůdce (* 16. září 1747)
- 1. května – Jean-Baptiste Bessières, francouzský generál (* 6. srpna 1768)
- 2. května – August Ferdinand Pruský, pruský princ a generál (* 23. května 1730)
- 10. května – Johann Karl Wilhelm Illiger, německý entomolog a zoolog (* 19. listopadu 1775)
- 23. května – Géraud Duroc, francouzský generál a diplomat (* 25. října 1772)
- 14. června – James Donn, britský botanik (* 1758)
- 22. června – Anton Graff, švýcarský portrétní malíř (* 18. listopadu 1736)
- 28. června – Gerhard von Scharnhorst, pruský generál (* 12. listopadu 1755)
- 29. července – Andoche Junot, francouzský generál (* 23. října 1771)
- 21. srpna – Žofie Magdalena Dánská, švédská královna (* 3. července 1746)
- 26. srpna
  - Theodor Körner, německý básník a voják (* 23. září 1791)
  - Daniel Gottlob Türk, německý skladatel, varhaník a pedagog (* 10. srpna 1750)
- 2. září – Jean-Victor Moreau, francouzský generál (* 14. února 1763)
- 23. září – Sofronij Vračanský, bulharský pravoslavný mnich a spisovatel (* 11. března 1739)
- 24. září – André Ernest Modeste Grétry, belgický hudební skladatel (* 8. února 1741)
- 5. října – Tecumseh, náčelník kmene Shawnee (* 1768)
- 19. října – Józef Antoni Poniatowski, polský šlechtic, maršál Francie (* 7. května 1763)
- 20. října – Donatien Rochambeau, francouzský generál (* 7. dubna 1750)
- 29. listopadu – František Tomáš z Ditrichštejna, česko-rakouský šlechtic (* 13. prosince 1731)
- 30. listopadu – Giambattista Bodoni, italský typograf (* 16. února 1740)
- 1. prosince – Ferdinando Bertoni, italský hudební skladatel a varhaník (* 15. srpna 1725)
- 13. prosince – Antoine-Augustin Parmentier, francouzský lékař a dietolog (* 12. srpna 1737)
- 24. prosince – Go-Sakuramači, japonská císařovna (* 23. září 1740)

## Hlavy států

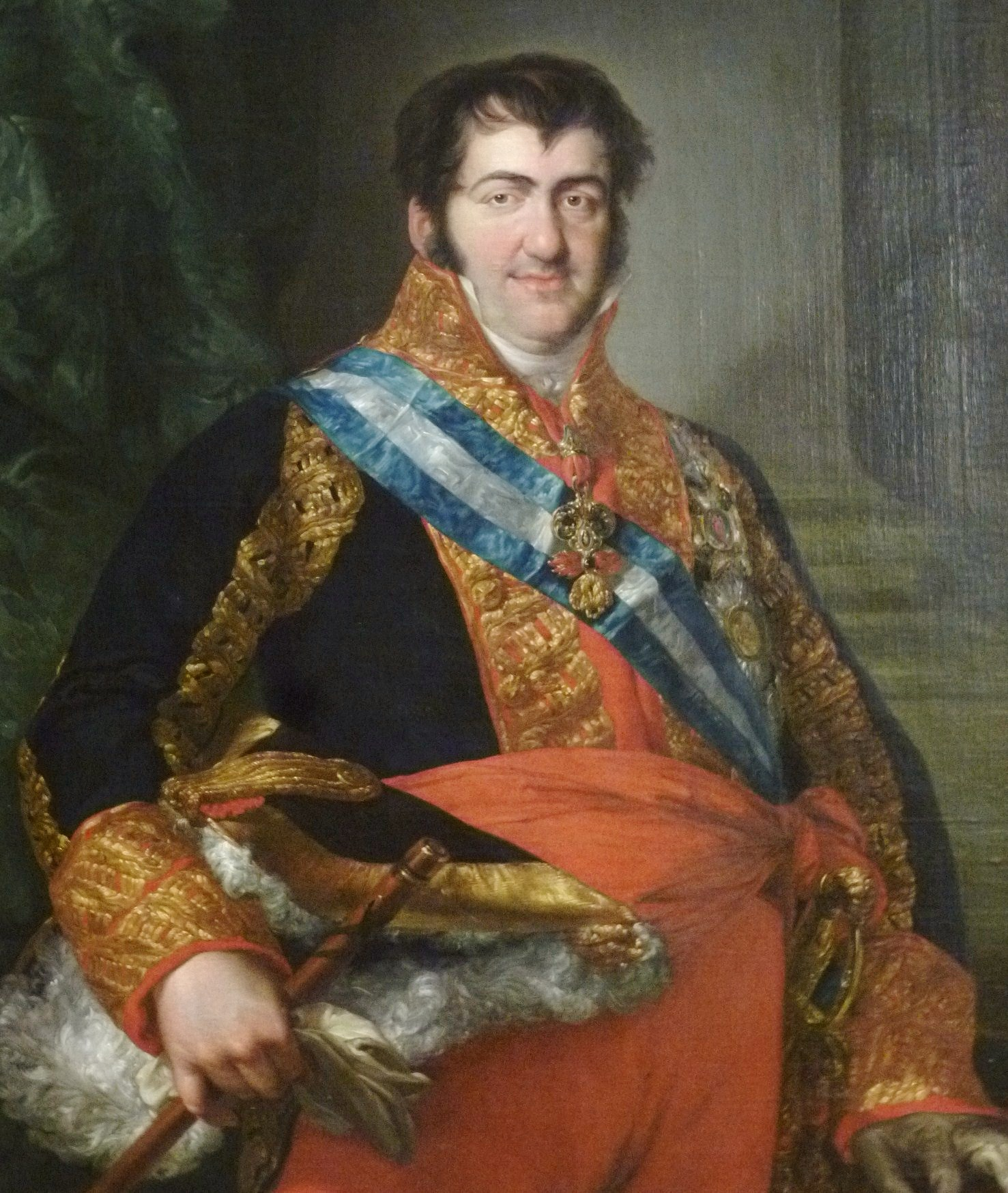
Španělským králem se stal Ferdinand VII.

- Francie – Napoleon Bonaparte (1799–1814)
- Osmanská říše – Mahmut II. (1808–1839)
- Prusko – Fridrich Vilém III. (1797–1840)
- Rakouské císařství – František I. (1792–1835)
- Rusko – Alexandr I. (1801–1825)
- Spojené království – Jiří III. (1760–1820)
- Španělsko – Josef Bonaparte (1808–1813) do 11. prosince / Ferdinand VII. (1813–1833) od 11. prosince
- Švédsko – Karel XIII. (1809–1818)
- USA – James Madison (1809–1817)
- Papež – Pius VII. (1800–1823)
- Japonsko – Kókaku (1780–1817)